# 폴코비체군

돌니실롱스크주 지도에 표시된 폴코비체군의 위치

폴코비체군(폴란드어: powiat polkowicki)은 폴란드 돌니실롱스크주에 위치한 군으로 군청 소재지는 폴코비체이며 면적은 779.93km2, 인구는 62,948명(2019년 6월 30일 기준), 인구 밀도는 81명/km2이다.
북쪽으로는 그워구프군, 남동쪽으로는 루빈군, 남쪽으로는 레그니차군, 남서쪽으로는 볼레스와비에츠군, 서쪽으로는 루부시주 자간군과 접한다. 6개 지방 자치체(3개 도시형 농촌, 3개 농촌)를 관할한다.

군기
군 문장